# Deportivo Masatepe
El  Pirux's Masatepe FC es un equipo de fútbol de Nicaragua que juega en la Segunda División de Nicaragua, segunda categoría de fútbol en el país, su actual presidente y propietario Juan Carlos Jaimes Peña de nacionalidad Colombiana sueña con ver al Pirux's nuevamente en primera división.
Para la temporada 2021, el equipo será liderado por el Gerente deportivo Edgar Aleman, buscando llevar el club a las primeras posiciones del torneo profesional.

## Historia
Fue fundado en el año 1997 en la ciudad de Masatepe y logró ascender a la Primera División de Nicaragua en la temporada 2003/04 por primera vez en su historia tras ganar el título de la segunda categoría.
Dos años después consigue su primer logro importante, el cual fue ganar la Copa de Nicaragua al vencer en la final al América Managua con marcador de 2-0.
El club jugó por última vez en la temporada 2008/09 tras quedar en último lugar de la liga.

## Palmarés
- Segunda División de Nicaragua: 1

2003
- Copa de Nicaragua: 1

2005

## Jugadores

### Jugadores para la temporada 2021
- Samuel Leal (2021)
- Jhonier Peñaloza (2021)
- Leonardo Mariño (2021)
- Frankling Jarquín (2021)
- Yurezi López (2021)
- Deibin Vargas (2021)
- Snayder López (2021)
- Oscar Solórzano (2021)
- Roberto Sánchez (2021)
- Bryan Acuña (2021)
- Edar Rosales (2021)

## Entrenadores

### Entrenadores destacados
- Director técnico, Emmanuel Martínez (2021)
- Asistente Técnico, Edgar Alemán (2015–2021)